# Lapkivți, Hmelnîțkîi
Lapkivți (în ucraineană Лапківці) este un sat în comuna Ridkodubî din raionul Hmelnîțkîi, regiunea Hmelnîțkîi, Ucraina.

## Demografie
Componența lingvistică a localității Lapkivți
     Ucraineană (98,56%)
     Rusă (1,44%)
Conform recensământului din 2001, majoritatea populației localității Lapkivți era vorbitoare de ucraineană (98,56%), existând în minoritate și vorbitori de rusă (1,44%).